# 晶癖

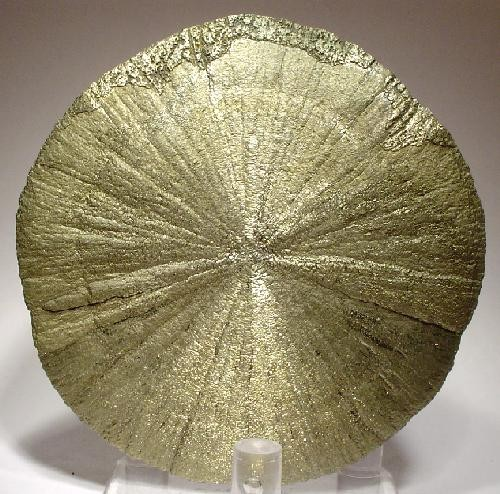
パイライト・サン（黄鉄鉱）。黄鉄鉱は通常、黄鉄鉱型と呼ばれる十二面体や立方体の結晶を形成するが、頁岩層の間で圧縮されながら結晶生長が起こると、このような放射状の結晶が形成される。

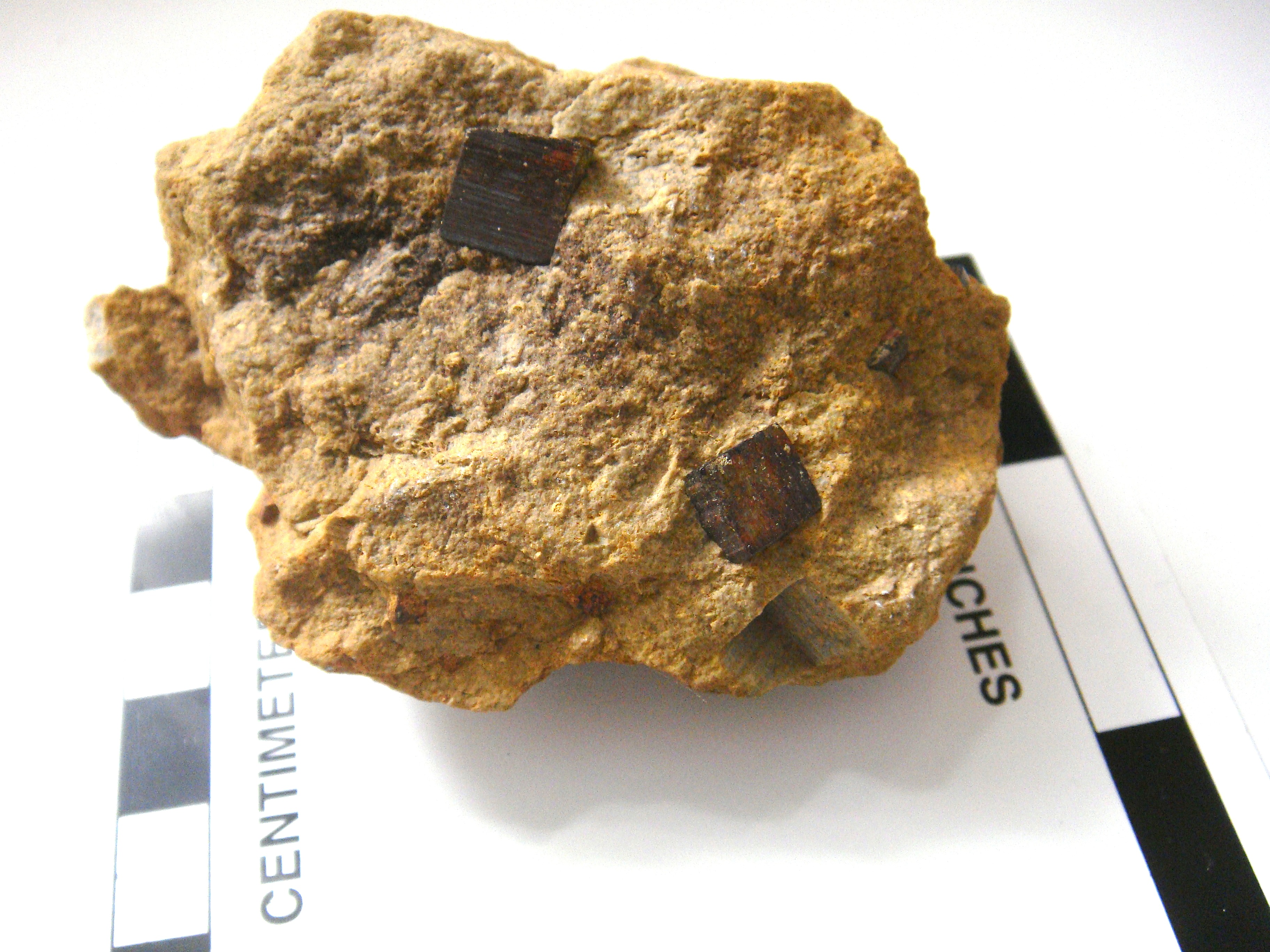
針鉄鉱中の立方体の黄鉄鉱

晶癖（しょうへき）とは結晶の外観の形状のことである。同じ結晶構造・結晶面数を持つ結晶であっても、それぞれの結晶面の生長速度の違い（異方性）によって、晶癖の異なった結晶が形成される。結晶面の数も異なっている場合は「晶相」の用語が使われ、晶癖とは区別される。鉱物学においては、鉱物はその種類によって固有の晶癖を示すものが多いため、簡易的な識別の目安として利用される。似たような概念ではあるが、結晶多形とは区別される。

## 生成
結晶の生長速度は結晶面の表面エネルギーの影響を受け、表面エネルギーが大きな結晶面ほど生長速度は速くなる。このような結晶面の表面エネルギーの違いは周囲の環境に大きく左右され、また不純物の付着によっても影響を受ける。例えば、頁岩の層の間のような上下から圧力を受ける条件下で結晶が生長すると、上下方向への結晶生長が抑制されて2次元方向に広がった板状の晶癖を持つ結晶が形成される。また、ナフタレンはシクロヘキサンから再結晶させると針状結晶を形成し、メタノールから再結晶させると板状結晶を形成するなど、結晶化の条件によっても異なる晶癖の結晶が形成される。不純物の影響による例としては、塩化ナトリウムは水中から結晶化させると立方体の結晶を形成するが、不純物として尿素を添加することで八面体の結晶が形成される。このような、晶癖を制御するために添加される不純物は媒晶剤と呼ばれる。

## 物理的性質
同じ物質であってもその結晶の晶癖が異なっていると、表面積などの外形の差異によって溶解速度などの物理的性状の差異が生じることがある。このような晶癖の違いによる物理的性状の差異は、薬品の体内への吸収速度などにも影響を及ぼすため、医薬品の分野においては製造プロセスにおける晶癖の制御が重要な課題の一つとされている。

## 晶癖の一覧
| 晶癖                                                 | 画像 | 解説 | 一般例                                                           |
| ---------------------------------------------------- | ---- | --- | ---------------------------------------------------------------- |
| 針状結晶                                             |      | 針状で細長く、先端に行くにしたがって細くなっていく                                                                                   | ソーダ沸石、金紅石                                               |
| 杏仁状                                               |      | アーモンドの形 | 輝沸石、半自形ジルコン                                           |
| 葉片状                                               |      | 草の葉のような平らで細長い形 | 緑閃石、藍晶石                                                   |
| ブドウ房状もしくは球状                               |      | ブドウのように多数の半球が集まった形                                                                                                 | 赤鉄鉱、黄鉄鉱、孔雀石、菱亜鉛鉱、異極鉱、アダマイト, バリサイト |
| 柱状                                                 |      | 繊維状に類似しており、多くの場合は平行方向に生長した細長い角柱状                                                                     | 方解石、石膏/透石膏                                              |
| 鶏冠状                                               |      | 薄片状もしくは平板状の結晶が近接して密集した形                                                                                       | 重晶石、白鉄鉱                                                   |
| 立方体結晶                                           |      | 正六面体の形 | 黄鉄鉱、方鉛鉱、岩塩                                             |
| 樹枝状もしくはデンドライト                           |      | 木の枝のように、中心から複数方向へ枝分かれした形                                                                                     | 軟マンガン鉱および他の酸化マンガン鉱石、菱苦土鉱、自然銅         |
| 十二面体結晶                                         |      | 12面体 | 柘榴石                                                           |
| 晶洞もしくは皮殻状                                   |      | 表面もしくは空洞を覆っている微結晶の密集した形                                                                                       | 灰クロム柘榴石、孔雀石、藍銅鉱                                   |
| 左右晶                                               |      | 鏡像となっている晶癖(すなわち双晶)および光学特性を有する右晶および左晶                                                               | 石英、斜長石、十字石                                             |
| 等軸晶                                               |      | 横幅と縦幅がおおよそ等しい形状 | カンラン石、柘榴石                                               |
| 繊維状                                               |      | 非常に細長い角柱状 | 蛇紋石、透閃石（例えば石綿）                                     |
| 糸状もしくは毛細管状                                 |      | 毛髪や糸のように非常に細かい形 | 多くの沸石                                                       |
| 葉状もしくは雲母状、薄板状（層状）                   |      | 層状であり、シート状に剥離する | 雲母（白雲母、黒雲母など）                                       |
| 顆粒状                                               |      | マトリックス中に密集した他形の結晶                                                                                                   | 斑銅鉱、灰重石                                                   |
| 異極像結晶                                           |      | 2方向の両端の形状が異なる、ダブルターミネーテッドと呼ばれる形状                                                                      | 異極鉱、リシア電気石                                             |
| 六角形                                               |      | 6つの辺を有する六角形の形状 | 石英、ハンクス石                                                 |
| 骸晶                                                 |      | 立方体結晶に似ているが、立方体の外側の生長が内側よりも速いために凹状の形状となったもの                                               | 岩塩、方解石、合成ビスマス                                       |
| 乳頭状                                               |      | 部分的な球状（より大きなものではブドウ状）が交差することによって形成される胸のような形状であり、層が密集して同心円状になることもある | 孔雀石、赤鉄鉱                                                   |
| 塊状もしくは綴密塊状                                 |      | 不定形で特徴のない形状 | 褐鉄鉱、トルコ石、辰砂、鶏冠石                                   |
| 球状もしくはチューベローズ                           |      | 不規則な突出部を有するおおよそ球状の形状                                                                                             | 玉髄、様々な晶洞結晶                                             |
| 八面体結晶                                           |      | ピラミッド状の四角錐2つを貼り合わせたような八面体の形状                                                                              | ダイヤモンド、磁鉄鉱                                             |
| 羽毛状                                               |      | 細かな羽毛のような薄片の形状 | 水亜鉛銅鉱、ブーランジェ鉱、モットラム鉱                         |
| 角柱状                                               |      | 細長い角柱のような半円柱状であり、c軸（上下方向）に対応する結晶面がよく発達する。                                                    | トルマリン、緑柱石                                               |
| 六方対称性結晶                                       |      | 周期的な結合によって六角形が形成される                                                                                               | アラレ石、金緑石                                                 |
| 放射状もしくは拡散状                                 |      | 中心点から外へ向かって放射された形状                                                                                                 | 銀星石、パイライトサン（黄鉄鉱）                                 |
| 腎臓（キドニー）状もしくはコロフォーム状（同心球状） |      | ブドウ状や乳頭状に似た、腎臓のような形をした固まりが交差した形状                                                                     | 赤鉄鉱、軟マンガン鉱、硫カドミウム鉱                             |
| 網目状                                               |      | 網のような連晶を形成した形 | 白鉛鉱                                                           |
| ロゼット状もしくはレンズ状                           |      | バラの花のように放射状に密集した板状の形                                                                                             | 石膏、重晶石（例えば砂漠のバラ）                                 |
| 楔状                                                 |      | 楔形の形状 | チタン石                                                         |
| 鍾乳石状                                             |      | 鍾乳石もしくは石筍のような、円筒状もしくは円錐状の形                                                                                 | 方解石、針鉄鉱                                                   |
| 星状                                                 |      | 星のような放射状 | 葉ろう石、アラレ石                                               |
| 条線                                                 |      | 本質的には晶癖ではないが、線の状態は特定の鉱石の結晶表面上で生長する                                                                 | トルマリン、黄鉄鉱、石英、長石、閃亜鉛鉱                         |
| 短柱状もしくはブロック状、平板状                     |      | 等軸状よりも更に細長く、わずかに幅が広い平らな平板状                                                                                 | 長石、トパーズ                                                   |
| 板状                                                 |      | 平らな板状で、尖塔のような突起状の形                                                                                                 | ウルフェナイト                                                   |
| 四面体結晶                                           |      | 四面体の結晶 | 四面銅鉱、スピネル、磁鉄鉱                                       |
| 束状                                                 |      | 収穫された密集した小麦の束に似た形状                                                                                                 | 束沸石                                                           |